# Guennadi Chechuro
Guennadi Semiónovich Chechuro (en ruso: Геннадий Семёнович Чечуро; en ucraniano: Геннадій Семенович Чечуро) (nacido el 31 de agosto de 1939 en Vorónezh y fallecido el 23 de agosto de 2000 en Kiev) es un exjugador de baloncesto soviético. Consiguió una medalla en competiciones internacionales con la Unión Soviética.

## Trayectoria
- Burevestnik Vinnica (1956-1958)
- CSKA Kiev  (1958-1968)
- DSK Donetsk (1968-1969)
- CSKA Kiev (1969-1973)